# Мельдаль, Мортен
Мортен Мельдаль (дат. Morten Meldal, род.16 января 1954) — датский химик. Лауреат Нобелевской премии по химии за 2022 год (1⁄3 премии) совместно с Каролин Бертоцци и Барри Шарплессом с формулировкой «за работы по развитию клик-химии и биоортогональной химии».

## Биография
Родился 16 января 1954 года. Закончил Датский технический университет. С 1983 по 1988 работал в Дaтском техническом университете. Занимался исследованиями олигосахаридов. С 1988 по 1993 был помощником в Кембриджском университете. Работает профессором химии в Копенгагенском университете с 1996 года. Работал в отделе химии Carlsberg, с 1997 возглавлял центр SPOCC.

## Научные достижения
Разработал реакцию CuAAC (катализ меди в реакции азид-алкинового циклоприсоединения) вместе с Валерием Фокиным и Барри Шарплессом. Исследовал реакцию азид-алкинового циклоприсоединения. Основатель клик-химии.

## Награды
- Кавалер ордена Данеброг (2023)[7]
- Премия Ральфа Ф. Хиршманна Американского химического общества (2009)
- В 2019 году включён в список высокоцитируемых учёных Clarivate Citation Laureates
- Нобелевская премия по химии 2022 года «за развитие клик-химии и биоортогональной химии».
- Член Датской королевской академии наук (1998)